# Mrlínek
Mrlínek är en ort i Tjeckien.   Den ligger i regionen Zlín, i den östra delen av landet, 250 km öster om huvudstaden Prag. Mrlínek ligger 285 meter över havet och antalet invånare är 288.
Terrängen runt Mrlínek är platt åt nordväst, men åt sydost är den kuperad.Runt Mrlínek är det ganska glesbefolkat, med 26 invånare per kvadratkilometer. Närmaste större samhälle är Přerov, 16,7 km väster om Mrlínek. I omgivningarna runt Mrlínek växer i huvudsak blandskog.